# تيم باريت
تيم باريت (بالإنجليزية: Tim Barrett)‏ هو ممثل بريطاني، ولد في 31 مايو 1929 بلندن في المملكة المتحدة، وتوفي في 20 أغسطس 1990 بكنت في المملكة المتحدة.

## وصلات خارجية
- تيم باريت على موقع IMDb (الإنجليزية)
- تيم باريت على موقع ألو سيني (الفرنسية)
- تيم باريت على موقع أول موفي (الإنجليزية)
- تيم باريت على موقع قاعدة بيانات الأفلام السويدية (السويدية)
- تيم باريت على موقع قاعدة بيانات الفيلم (الإنجليزية)
- تيم باريت على موقع كينوبويسك (الروسية)